# Соллум
Соллум, також Саллум, Шаллум, Ас-Шаллум (араб. السلوم‎) — селище на північному заході Єгипту в мухафазі (губернаторстві) Матрух, на узбережжі Середземного моря, що знаходиться приблизно в 145 км на захід від Тобрука.

## Клімат
Місто знаходиться у зоні, котра характеризується кліматом тропічних пустель. Найтепліший місяць — липень із середньою температурою 27.2 °C (81 °F). Найхолодніший місяць — січень, із середньою температурою 14.4 °С (58 °F).
| Клімат Соллума          | Клімат Соллума | Клімат Соллума | Клімат Соллума | Клімат Соллума | Клімат Соллума | Клімат Соллума | Клімат Соллума | Клімат Соллума | Клімат Соллума | Клімат Соллума | Клімат Соллума | Клімат Соллума | Клімат Соллума |
| Показник                | Січ.           | Лют.           | Бер.           | Квіт.          | Трав.          | Черв.          | Лип.           | Серп.          | Вер.           | Жовт.          | Лист.          | Груд.          | Рік            |
| Абсолютний максимум, °C | 29             | 32             | 33             | 45             | 42             | 46             | 43             | 38             | 42             | 42             | 36             | 28             | 46             |
| Середній максимум, °C   | 17             | 17             | 20             | 23             | 25             | 29             | 30             | 30             | 28             | 27             | 23             | 19             | 24             |
| Середня температура, °C | 14             | 15             | 16             | 19             | 21             | 25             | 27             | 27             | 26             | 23             | 20             | 16             | 21             |
| Середній мінімум, °C    | 11             | 11             | 13             | 15             | 18             | 21             | 23             | 23             | 22             | 20             | 16             | 12             | 17             |
| Абсолютний мінімум, °C  | 1              | 4              | 2              | 2              | 10             | 15             | 18             | 20             | 18             | 12             | 5              | −1             | −1             |
| Норма опадів, мм        | 20             | 10             | 0              | 0              | 0              | 0              | 0              | 0              | 0              | 10             | 10             | 10             | 90             |
| ----------------------- | -------------- | -------------- | -------------- | -------------- | -------------- | -------------- | -------------- | -------------- | -------------- | -------------- | -------------- | -------------- | -------------- |
| Джерело: Weatherbase    |                |                |                |                |                |                |                |                |                |                |                |                |                |